# نيا داكوستا
نيا داكوستا (بالإنجليزية: Nia DaCosta)‏ هي كاتبة سيناريو ومخرجة أمريكية ولدت في عام 1989-1990 ببروكلين،نيو يورك.

## وصلات خارجية
- نيا داكوستا على موقع IMDb (الإنجليزية)
- نيا داكوستا على موقع روتن توميتوز (الإنجليزية)
- نيا داكوستا على موقع ألو سيني (الفرنسية)
- نيا داكوستا على موقع قاعدة بيانات الفيلم (الإنجليزية)